# Epipotoneura
Epipotoneura is een geslacht van libellen (Odonata) uit de familie van de Protoneuridae.

## Soorten
Epipotoneura omvat 2 soorten:
- Epipotoneura machadoi von Ellenrieder & Garrison, 2008
- Epipotoneura nehalennia Williamson, 1915